# 毛糙果茶
毛糙果茶（学名：Camellia pubifurfuracea）为山茶科山茶属下的一个种。

## 扩展阅读
- 維基物種上的相關：毛糙果茶